# Idrobiologia
L'idrobiologia (dal greco ὕδωρ "ydor" = acqua e λόγος "logos" = studio) è la scienza che studia gli organismi viventi nelle acque interne in tutti i loro aspetti: (tassonomici, fisiologici, associativi, etologici).

## Generalità
Sebbene François-Alphonse Forel, il pioniere dello studio dei laghi, affermasse che la limnologia e l'oceanografia erano scienze sorelle, essendo analoghi i campi di studio delle due discipline, esistono profonde differenze tra l'ambiente marino, di pertinenza dell'oceanografia, e l'ambiente delle acque continentali, di pertinenza della limnologia. Ogni corpo d'acqua inserito in un'area continentale è di dimensioni limitate e dipende dall'ambiente terrestre che lo circonda: il bacino imbrifero imprime al corpo d'acqua delle caratteristiche chimico-fisiche che rappresentano una specie di filtro per gli organismi che tentano di colonizzarlo; al contrario, le masse di acqua oceaniche, la cui capacità di diluizione è oltretutto di gran lunga maggiore delle masse d'acqua lacustri, sono esenti dall'azione diretta della terraferma. L'idrobiologia delle acque continentali sta pertanto alla limnologia come la biologia marina sta all'oceanografia.
Storicamente, l'idrobiologia sorse e si affermò nel corso del XIX secolo ad opera di naturalisti come lo svizzero François-Alphonse Forel e l'italiano Pietro Pavesi (1844-1907). Ricerche idrobiologiche sono svolte in numerosi paesi. In Italia nel 1939 sorse a Pallanza l'Istituto italiano di idrobiologia per la munificenza di Marco De Marchi.